# Jakobsberg
Jakobsberg est une commune urbaine localisée dans la municipalité de Järfälla, dans le comté de Stockholm en Suède. Jakobsberg devient petit à petit le centre de la municipalité et comptait 25 923 habitants en 2011. Le centre-ville comprend des bureaux, magasins, parking et appartements, des bibliothèques, des galeries d'art, des halls d'exposition et un cinéma. Il existe des anciens monuments et bâtiments d'intérêt historique dans les lieux. En mai 2013, la commune a été le théâtre d'émeutes en 2013.